# Phaner
Phaner är ett släkte primater i familjen muslemurer som förekommer på Madagaskar. I släktet finns fyra arter som är specialiserade på trädvätskor som föda.

## Kännetecken
Dessa primater når en kroppslängd på mellan 23 och 29 centimeter och har en svanslängd på 29 till 37 centimeter. Vikten varierar mellan 300 och 500 gram, de är alltså jämförelsevis stora muslemurer. Pälsen har på ovansidan en rödbrun, brun eller grå färg, främre halsen och undersidan är ljusare, ofta gulaktig. Arterna kännetecknas av två påfallande markeringar i ansiktet. Dessa två svart band går från huvudets ovansida över ögonen till nosen. Banden hänger på huvudets ovansida ihop med en mörk längsgående strimma på ryggen som ibland når fram till svansroten. Hela mönstret påminner om en gaffel. Dessutom förekommer en svart svansspets. Deras händer och fötter är stora och utformade för att få bättre grepp i grenar och trädstammar. Alla framtänder är riktade framåt och de övre hörntänderna och premolarerna är förlängda. På så vis kan de bättre öppna trädens bark. Tungan är lång och smal, blindtarmen är förstorad. De liknar därför andra primater som klogalagoer och silkesapor men är inte närmare släkt med dessa. Ovannämnda kännetecken uppkom på grund av konvergent evolution.

## Utbredning och habitat
Liksom alla lemurer förekommer släktet på Madagaskar. De lever i regnskogen på östra sidan såväl som i torra skogar på västra sidan. Arternas utbredningsområde är inte helt klarlagt. Det finns till och med populationer med oklar arttillhörighet.

## Levnadssätt och föda
Bara för en art, Phaner pallescens, är levnadssättet väl känt. Dessa djur är aktiva på natten och sover på dagen i trädens håligheter, oftast högt över marken. De är snabba när de går på fyra extremiteter över grenar och dessutom har de särskilt god förmåga att hoppa (ibland över 10 meter). Individerna lever i monogama par som delar sovplats, men de letar var för sig efter föda. För kommunikationen mellan hane och hona (eller med artfränder utanför familjen) har de flera olika läten. Varje par har ett revir av ungefär 4 hektar som försvaras mot andra individer.
Släktets medlemmar livnär sig främst av trädens vätskor. Dessa födoämnen finns hela året och därför hålls i motsats till andra muslemurer ingen vinterdvala. Andra födoämnen är blommor, nektar och insekter. När de slickar i sig nektar, spelar de en betydande roll för vissa växters pollinering, till exempel för arter av baobabsläktet.
Släktets medlemmar viftar påfallande med huvudet när de går.

## Fortplantning
I motsats till andra muslemurer, föds bara ett ungdjur åt gången, vanligen mellan februari och mars. Ungen lever sina första veckor i föräldrarnas bo och klamrar sig senare fast vid moderns buk. Äldre ungdjur sitter på honans rygg. Efter cirka 3 år lämnar ungdjuret sin ursprungliga grupp. Individer i fångenskap blir upp till 12 år gamla.

## Hot
Arterna hotas av förstöringen av levnadsområdet genom skogsavverkning. IUCN listar två arter som sårbara (vulnerable) och de två andra arterna som livskraftiga.

## Systematik
Phaner utgör i kladistiken systergruppen till alla övriga muslemurer och listas därför i en egen underfamilj, Phanerinae. Tidigare räknades alla populationer till en art men numera skiljs mellan fyra arter.
- Phaner furcifer, i regnskogen på östra Madagaskar.
- Phaner pallescens, i västra delen av ön.
- Phaner parienti, i regionen Sambirano i nordvästra Madagaskar.
- Phaner electromontis, i regionen Montagne d’Ambre vid öns norra udde.